# HD 28776
HD 28776，又名CD-35 1768，SAO 195085、HR 1439，是一颗恒星，视星等为5.96，位于銀經237.62，銀緯-43.04，其B1900.0坐标为赤經4h 27m 1.7s，赤緯-35° -43.04′ 13″。